# Predrag Ocokoljić
Predrag Ocokoljić (serbisch-kyrillisch Предраг Оцокољић, * 29. Juli 1977 in Belgrad) ist ein serbischer ehemaliger Fußballspieler.
Der Rechtsverteidiger begann seine Profikarriere 1997 beim serbischen Klub FK Radnički Niš. 1998 wechselte er zum Verein FK Obilić, für die er bis 2003 spielte. Mitte 2002 spielte er kurzzeitig auf Leihbasis beim ukrainischen Klub Schachtar Donezk. Im Jahr 2003 wechselte er nach Frankreich zum FC Toulouse, für den er in seiner ersten Saison zu 35 Einsätzen kam. In der Saisonvorbereitung für die Spielzeit 2004/05 zog er sich in einem Freundschaftsspiel eine schwere Knieverletzung zu und fiel für acht Monate aus. Erst am 35. Spieltag der Saison kam er zu seinem einzigen Saisoneinsatz Toulouse. Anschließend wechselte er zum Zweitligaklub LB Châteauroux, bei denen er einen Zwei-Jahres-Vertrag unterschrieb, aber bereits nach einer Saison wieder verließ.
Erst ein Jahr später unterschrieb er einen Vertrag beim zyprischen Klub AEL Limassol. Zur Saison 2008/09 wechselte er zum Ligakonkurrenten Anorthosis Famagusta, mit dem er sich überraschend für die Hauptrunde der UEFA Champions League 2008/09 qualifizieren konnte. Er blieb bis zum Ende der Saison 2009/2010 und ging dann zum Ligakonkurrenten Ethnikos Achnas, mit dem er in die Abstiegsrunde musste. Nach einem halben bei zurück in der Heimat und für FK Rad Balgrad machte Ocokoljić als Prodi Schluss.
In den Jahren 2003 und 2004 kam Ocokoljić zu zwei Einsätzen in der Nationalmannschaft Serbien-Montenegros.